# Partido de la Renovación Democrática
El Partido de la Renovación Democrática (en portugués: Partido da Renovação Democrática), abreviado como PRD, es un partido político caboverdiano de ideología socialdemócrata fundado en el año 2000 como una escisión del sector más progresista del gobernante Movimiento para la Democracia. Fue encabezado por Jacinto Santos, expresidente de la Cámara Municipal de Praia, la capital del país.
Disputó las elecciones parlemtarias de 2001, en las cuales obtuvo el 3,38% de los votos, pero no logró conseguir escaños en ninguna circunscripción. Volvió a competir en 2006, reduciendo su alcance a tan solo un 0,64% de los sufragios y nuevamente fracasando en ingresar al legislativo caboverdiano. Se vio fuera de la relevancia política después de este fracaso electoral, no volviendo a disputar elecciones.
El Tribunal Constitucional de Cabo Verde considera que todavía goza de personería jurídica, a pesar de su falta de actividad.